# Cycloheximid
Cycloheximid ist ein Antibiotikum im weitesten Sinne, das von Streptomyceten (Streptomyces griseus) produziert wird.
Es wirkt als Translationshemmer bei Eukaryoten und führt durch Unterbinden der Proteinbiosynthese an den Ribosomen zur Wachstumshemmung und zum Absterben eukaryontischer Zellen. Es handelt sich um einen klassischen Translationshemmer. Die mitochondriale und plastidäre Proteinsynthese eukaryotischer Zellen wird durch sehr hohe Konzentrationen von Cycloheximid ebenfalls gestört, weshalb dieses Antibiotikum auch zur Selektion von transgenen Pflanzen (Eukaryot) benutzt werden kann. Cycloheximid findet kaum noch Verwendung als Antibiotikum, da es im Menschen bei hoher Dosierung die mitochondriale Proteintranslation hemmt.

## Verwendung
- Selektion prokaryotischer Zellen, Unterdrückung eukaryotischer Kontaminanten
- Selektion resistenter Zellen bei Transformations- und Klonierungsexperimenten in Eukaryoten (Pilze)
- kontrollierte Hemmung der Proteinsynthese in Zellkulturen und Detektion kurzlebiger Proteine
- Einleitung der Apoptose u. a.